# Suzan Bekker
Suzan de Wijn-Bekker (* 9. Juli 1953) ist eine ehemalige niederländische Hockeyspielerin. Sie gewann mit der niederländischen Nationalmannschaft die Weltmeistertitel 1974 und 1978.

## Sportliche Karriere
Suzan Bekker trat von 1973 bis 1980 in 84 Länderspielen für die niederländische Nationalmannschaft an, Länderspieltore erzielte die Verteidigerin nicht.
Suzan Bekker nahm 1974 an der ersten offiziellen Weltmeisterschaft der Damen teil. Die Niederländerinnen waren in der Vorrunde Zweite hinter der indischen Mannschaft und siegten im Halbfinale mit 1:0 über die Deutschen. Die niederländische Mannschaft gewann den Titel durch ein 1:0 im Finale gegen die Argentinierinnen. Bei der Weltmeisterschaft 1976 erhielten die Niederländerinnen die Bronzemedaille, nachdem sie im Halbfinale gegen die Argentinierinnen im Siebenmeterschießen verloren hatten. Zwei Jahre später bei der Weltmeisterschaft 1978 in Madrid gewannen die Niederländerinnen in ihrer Vorrundengruppe alle vier Spiele und besiegten im Halbfinale die belgische Mannschaft mit 6:0. Im Finale bezwangen sie die Deutschen mit 1:0.
1979 nahm Bekker, wie schon 1975, auch an der Weltmeisterschaft der International Federation of Women's Hockey Associations (IFWHA) teil, die 1979 in Vancouver ausgetragen wurde. Die Niederländerinnen gewannen den Titel bei dieser Konkurrenzveranstaltung zur Weltmeisterschaft der Fédération Internationale de Hockey (FIH). Suzan Bekkers internationale Karriere endete 1980, nachdem sich abzeichnete, dass die Niederländerinnen wegen des Olympiaboykotts nicht an der olympischen Premiere des Damenhockey teilnehmen würden.
Suzan de Wijn-Bekker spielte beim Hilversumsche Mixed Hockey Club. Sie ist die Tante des Hockeyspielers Sander de Wijn.